# Odense Herred

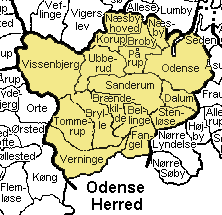
Odense Herred

Odense Herred was een herred in het voormalige Odense Amt in Denemarken. De herred wordt in Kong Valdemars Jordebog vermeld als  Othænshæreth. In 1970 ging het gebied op in de nieuwe provincie Funen.

## Parochies
Naast de stad Odense omvatte de herred oorspronkelijk 16 parochies. Dat aantal is aanzienlijk toegenomen, vooral door nieuwe parochies binnen Odense.
- Ansgars
- Bellinge
- Bolbro
- Broholm
- Brylle
- Brændekille
- Dalum
- Dyrup
- Fangel
- Fredens
- Hans Tausens
- Hjallese
- Korsløkke
- Korup
- Munkebjerg

- Næsby
- Næsbyhoved-Broby
- Graabrødre Kloster
- Paarup
- Sanderum
- Sankt Hans
- Sankt Knuds
- Stenløse
- Thomas Kingos
- Tommerup
- Ubberud
- Verninge
- Vissenbjerg
- Vollsmose
- Vor Frue Sogn